# Belver de Cinca
Belver de Cinca es un municipio de la comarca del Bajo Cinca, en la provincia de Huesca, situado en una altura a la orilla del río Cinca, distante de Huesca 98 km.

## Núcleos asociados
- Monte Julia
- Peña-Roa
- San Miguel
- Valonga

## Historia
- Fundación templaria de 1240 por la fusión de dos poblados ilergetes llamados Ficena y Ursullera. (Francisco Castillón Cortada (Historiador de Monzón)
- En 1309 cayó ante Artal de Luna (Inquisición y rey Jaime II) el castillo de Monzón. Último reducto que defendió la orden del Temple. Los prisioneros, en número de alrededor de 40 fueron llevados a las mazmorras del Castillo de Belver de Cinca y allí murieron 12 que fueron llevados a la cripta de la ermita de Ntra. Sra. de Gracia (actual casa Fox). Tras el concilio de Tarragona en 1312 fueron absueltos y desterrados. Fray Berenguer de Bellvís, último comendador templario se asentó en Chalamera y al fallecer, sus restos fueron igualmente enterrados en la cripta de la ermita de Ntra. Sra. de Gracia.
- En 1391 era de la orden del Hospital (ACA, Maestre Racional, Registro 2.400)
- En 1414 era de la orden del Hospital (ARROYO, p. 99)
- En 1610 era de la encomienda hospitalaria de Chalamera (LABAÑA, p. 100)
- En 1845, según MADOZ, Belver de Cinca tenía:
  - 310 casas distribuidas en varias calles y plazas
  - Ayuntamiento con cárcel
  - Posada pública
  - Escuela de primeras letras con 40 discípulos
  - 63 vecinos, 252 almas
- El 28 de enero de 1812 por temor a las tropas francesas, D. Domingo Fox, el cura párroco y algunos vecinos, llevaron "a los templarios y sus cosas de ellos" al interior de una tina de piedra bajo el altar mayor de la actual iglesia parroquial. (Consultable en el documental presentado por la consejería de turismo del Ayuntamiento de Monzón y entrados los documentos probatorios en registro en la propia consejería, la filmación incluye como prueba el libro de sermones del cura párroco de Belver de Cinca en 1812, propiedad de Casa Fox, tal y como queda referenciado en los créditos).
- En 1997 sin permiso de obras, ni presencia de Patrimonio durante las obras, se cambió el suelo de la iglesia, desapareciendo todo vestigio de "los templarios y sus cosas de ellos". Los restos mortales se encuentran actualmente tirados para nivelar la finca "Partida La Sardera" de Casa Batista. (Consultable en el Ayuntamiento de Monzón, Juzgado de Instrucción de Fraga, APUDEPA, Patrimonio de Aragón, Chunta Aragonesista, PAR, Gobierno de Aragón y Audiencia Provincial de Huesca).

## Administración y política
| Período   | Alcalde                     | Partido |  |
| --------- | --------------------------- | ------- |  |
| 1979-1983 | Carlos Ballarín Carbonell   | PSOE    |  |
| 1983-1987 | Carlos ballarin carbonell   |         |  |
| 1987-1991 | Jesús alegre estarán        |         |  |
| 1991-1995 | Jesús alegre estarán        |         |  |
| 1995-1999 | Jesús alegre estarán        |         |  |
| 1999-2003 | Jesús alegre estarán        |         |  |
| 2003-2007 | Jesús alegre estaran        |         |  |
| 2007-2011 | Jesús Alegre Estarán        | PSOE    |  |
| 2011-2015 | Jesús Alegre Estarán        | PSOE    |  |
| 2015-2019 | Miguel Ángel Revuelto Muñoz | PAR     |  |

| Partido político    | Partido político                                   | 2003   | 2007   | 2011   | 2015   |
| Partido político    | Partido político                                   | Ediles | Ediles | Ediles | Ediles |
|                     | Partido de los Socialistas de Aragón (PSOE-Aragón) | 6      | 5      | 5      | 4      |
|                     | Partido Aragonés (PAR)                             | 1      | 1      | 1      | 3      |
|                     | Partido Popular de Aragón (PP)                     | 2      | 3      | 3      | 2      |
| Total de concejales | Total de concejales                                | 9      | 9      | 9      | 9      |

## Demografía
Belver de Cinca cuenta con una población de 1270 habitantes (INE 2024).
| Gráfica de evolución demográfica de Belver de Cinca entre 1842 y 2021 |
| |
| Población de derecho según los censos de población del INE Población de hecho según los censos de población del INEEn estos censos se denominaba Belver: 1842, 1857, 1860, 1877, 1887, 1897, 1900, 1910, 1920, 1930, 1940, 1950 y 1960 |

## Monumentos

### Monumentos religiosos
- Parroquia dedicada a la Asunción de Nuestra Señora (estilo gótico-renacentista aragonés)

Del siglo XVI, con una girola detrás del presbiterio, con cripta y coro. La portada es plateresca de 1592, con frontón, hornacina y flanqueada con columnas jónicas y dos medallones de San Pedro y San Pablo. Nave de un solo cuerpo cubierto por bóveda estrellada. La torre, inacabada, de planta cuadrangular, con el último cuerpo octogonal rematado con gárgolas y garitas en sus esquinas.
En la restauración de 1997 se destruyeron totalmente los enterramientos de caballeros templarios del siglo XIV que había en el subsuelo, procedentes de la cripta de la ermita de Ntra Sra. de Gracia (actual casa Fox). Los caballeros murieron mientras estaban a la espera del veredicto del Concilio de Tarragona de 1312 en que fueron absueltos. Los restos mortales de los templarios y de cientos de vecinos de la localidad que fueron sepultados en la iglesia, permanecen aún en la finca particular Partida La Sardera de Casa Batista.

### Monumentos civiles
- Casa Prim
  - Gran portada de piedra fechada en 1797
- Casa Benito
- Casa Pardo
- Casa Canalís
- Casa Camilo (Ref. Francisco Castillón Cortada)
  - mazmorras del antiguo castillo templario del siglo XIII
- Casa Batista
  - portada de piedra del siglo XVI, con escudo en hueco-relieve
- Casa Ferrer
  - portada de piedra del siglo XVIII, con escudo en hueco-relieve
- Casa Fox (antigua ermita de Ntra. Sra. de Gracia) siglo XII

## Cultura
- Asociación Cultural Folclórica San Jorge
- Recopilación de juegos y tradiciones Archivado el 30 de abril de 2019 en Wayback Machine.

## Deportes
- Club Deportivo Belver Archivado el 12 de diciembre de 2017 en Wayback Machine.

## Fiestas
- Día 15 de agosto en honor a la Asunción
- Día 12 de octubre en honor a la Virgen del Pilar

## Personas destacadas
- Cosme Bueno - Cuyo verdadero nombre era Francisco Antonio Cosme Bueno, nacido en Casa Fox (hijo de criados) en 1711. Fue perseguido por la inquisición y ayudado por el presbítero José Fox, huyó hacia América en donde con el dinero que se le facilitó pudo realizar sus estudios de Cartografía, Farmacia y se doctoró en Medicina en la Universidad de Lima, de la que fue catedrático de Medicina; y, posteriormente, de Prima de Matemáticas, obteniendo el título de Cosmógrafo Mayor del Virreinato del Perú. El botánico Hipólito Ruíz le dedicó la especie “Cosmea balsamifera” y fue miembro de la Sociedad Médica Matritense y de la Sociedad Vascongada. Fue autor de la importante obra “Descripciones geográficas del Virreinato del Perú” y falleció en la ciudad de Lima en 1798.
- Matilde Ferrer Lorda - Religiosa sanjuanista, que nació en 1847. Fue Priora del Real Monasterio de Sijena desde el 8 de junio de 1885 hasta su fallecimiento el 19 de agosto de 1906. Escribió su biografía don Mariano de Pano y Ruata (Zaragoza, 1931).
- Pedro Arnal Cavero - Escritor y pedagogo, que nació el 12 de marzo de 1884. Maestro de profesión, fue el primer director del Grupo Escolar Joaquín Costa en la capital aragonesa, en la que falleció el 27 de abril de 1962. Sintió una gran atracción por la villa de Alquézar, de donde procedía toda su familia. Publicó numerosos artículos en periódicos aragoneses y fue autor de varias obras: “Vocabulario Altoaragonés” (Madrid, 1944); “Del ambiente y de la vida” (Zaragoza, 1952); “Refranes, dichos, mazadas... en el Somontano y montaña oscense” (Zaragaza, 1963); “Aragón en alto” (Zafagoza, s. f.), y “Aragón de las tierras altas” (Zaragaza, 1955).
- Felipe Alaiz de Pablo - Periodista, que nació el 23 de mayo de 1887. Colaboró en la prensa aragonesa hasta que, invitado por José Ortega y Gasset, se trasladó a Madrid como colaborador de El Sol. Consagrado a la causa anarcosindicalista, vivió exiliado durante 20 años, falleciendo en París el 8 de abril de 1959. Publicó varias novelas cortas y la obra “Quinet” (Barcelona, 1924). Tras su muerte, se publicaron algunas de sus obras, coma “Tipos españoles”, en dos tomas (París, 1962 y 1965) y la titulada “Hacia una Federación de Autonomías Ibéricas”, que salió en 20 fascículos
- Manuel Lozano Guillén (Belver de Cinca, 1904 — Zaragoza, 24 de abril de 1945) fue un anarquista, sindicalista y militar español.